# Corroy (Marne)
Pour les articles homonymes, voir Corroy.
Corroy est une commune française, située dans le département de la Marne en région Grand Est.

## Géographie
Corroy, petit village marnais, se situe à 18 km de Sézanne, à une cinquantaine de kilomètres de Châlons-en-Champagne et environ 130 km de Paris.
Les habitations sont disposées parallèlement à la rivière la Maurienne sur une longueur de 2 km.
Les 1 997 ha de la commune sont caractéristiques de la Champagne crayeuse autrefois appelée « pouilleuse ». Les champs céréaliers et de betteraves dominent cette plaine dénudée.
| Connantre                 | Fère-Champenoise | Euvy       |
| Ognes                     | Corroy           | Gourgançon |
| Angluzelles-et-Courcelles | Faux-Fresnay     |            |

### Hydrographie
La commune est dans la région hydrographique « la Seine de sa source au confluent de l'Oise (exclu) » au sein du bassin Seine-Normandie. Elle est drainée par la Maurienne et la noue Bartée,.
La Maurienne -, d'une longueur de 18 km, prend sa source dans la commune de Semoine et se jette  dans la Superbe à Ognes, après avoir traversé cinq communes. 

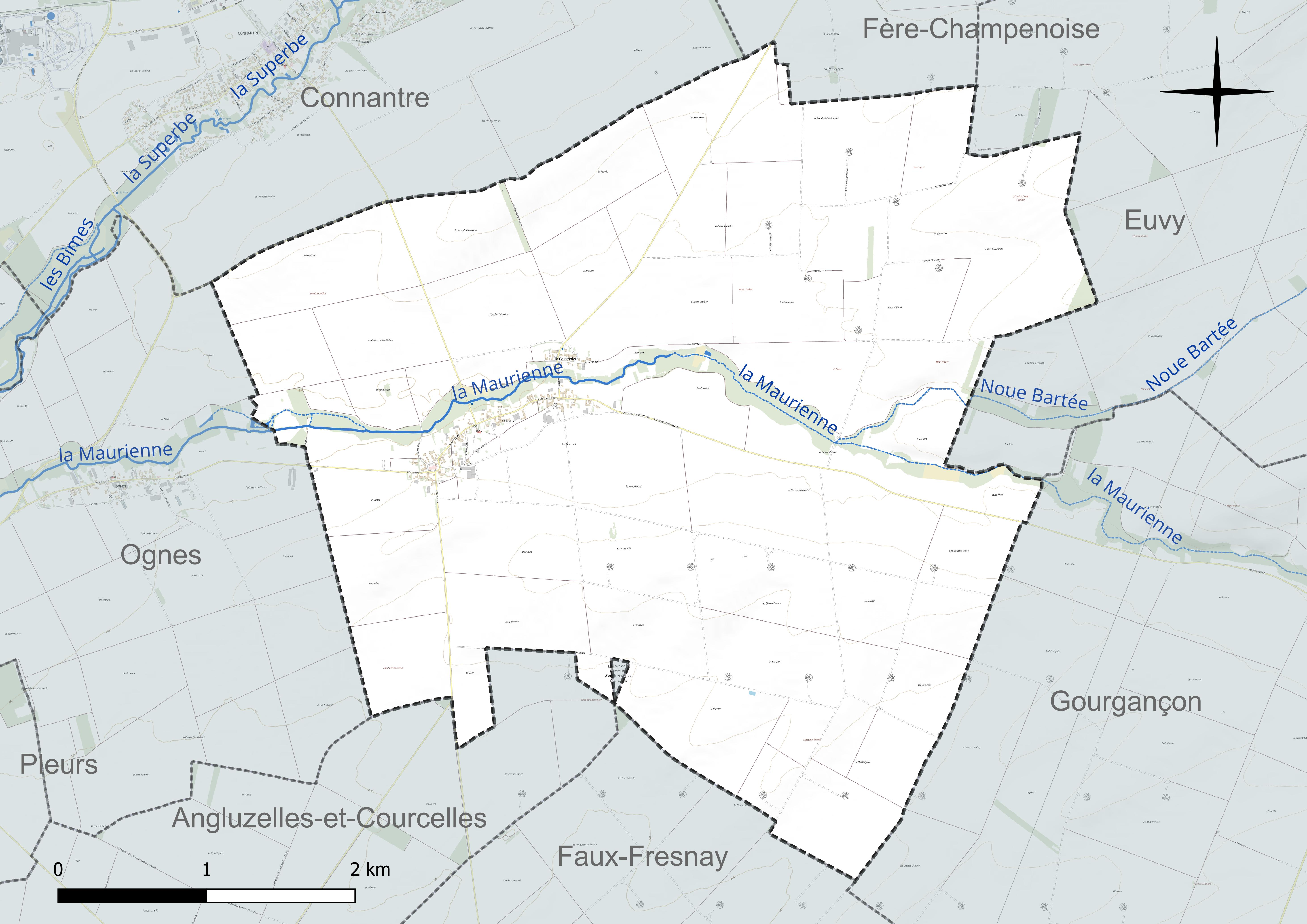
Réseau hydrographique de Corroy.

### Climat
Pour des articles plus généraux, voir Climat du Grand Est et Climat de la Marne.
En 2010, le climat de la commune est de type climat océanique dégradé des plaines du Centre et du Nord, selon une étude du Centre national de la recherche scientifique s'appuyant sur une série de données couvrant la période 1971-2000. En 2020, Météo-France publie une typologie des climats de la France métropolitaine dans laquelle la commune est exposée à un climat océanique altéré et est dans la région climatique  Nord-est du bassin Parisien, caractérisée par un ensoleillement médiocre, une pluviométrie moyenne régulièrement répartie au cours de l’année et un hiver froid (3 °C). 
Pour la période 1971-2000, la température annuelle moyenne est de 10,4 °C, avec une amplitude thermique annuelle de 15,8 °C. Le cumul annuel moyen de précipitations est de 728 mm, avec 11,4 jours de précipitations en janvier et 7,6 jours en juillet. Pour la période 1991-2020, la température moyenne annuelle observée sur la station météorologique de Météo-France la plus proche, « Sommesous », sur la commune de Sommesous à 19 km à vol d'oiseau, est de 10,8 °C et le cumul annuel moyen de précipitations est de 816,9 mm. 
La température maximale relevée sur cette station est de 42,2 °C, atteinte le 25 juillet 2019 ; la température minimale est de −26,5 °C, atteinte le 14 février 1956,,. 
Les paramètres climatiques de la commune ont été estimés pour le milieu du siècle (2041-2070) selon différents scénarios d'émission de gaz à effet de serre à partir des nouvelles projections climatiques de référence DRIAS-2020. Ils sont consultables sur un site dédié publié par Météo-France en novembre 2022.

## Urbanisme

### Typologie
Au 1er janvier 2024, Corroy est catégorisée commune rurale à habitat dispersé, selon la nouvelle grille communale de densité à sept niveaux définie par l'Insee en 2022.
Elle est située hors unité urbaine et hors attraction des villes,.

## Toponymie
Le nom de la localité est attesté sous les formes Colreium (1121) ; Correium (1174) ; Correis (1176) ; Coriletum (1209) ; [C]orroi (vers 1222) ; Cauroi (1223) ; Courroy (vers 1263) ; Caurroi, Cauroi (1270) ; Caurretum juxta Hermondivillam (1271) ; Corroi (vers 1274) ; Ecclesia Beate Marie de Corrayo (1265) ; Corroy (1403) ; Corretum (1405) ; Caulroy (1501) ; Courroy-en-Champaigne (1508) ; Cauretum (1542) ; Corroys (1736) ; « Beneficium Beate Marie de Correio alias de Coreto, vulgo Cauroi » (1775).

Ce toponyme provient de l'agglutination du bas latin colurus et du suffixe etum, de l'oïl picard caurroi qui est l'oïl caure avec le suffixe collectif -oi qui signifie l'« endroit où poussent les noisetiers ».

## Histoire
Plusieurs nécropoles furent fouillés par Léon Morel au XIXe siècle puis par André Brisson avant la Seconde Guerre mondiale et permirent de mettre au jour une présence au IIIe siècle av. J.-C. et des objets rares comme des bracelets en verre, une tombe d'une femme ornée de bijoux.
À la fin du XIe siècle débute la construction d'une imposante église dédiée à Notre-Dame. Un pèlerinage s'y tenait le 8 septembre avant la Révolution.
Corroy souffrit des passages des gens de guerre pendant les invasions anglaises au XVe siècle et lors des guerres de religion.
Pèlerins et marchands faisaient souvent halte à Corroy lors de déplacements entre Reims et Troyes ou entre Sézanne et Langres.
Le fief de Corroy appartenait au XVe et XVIe siècles à la famille de Sarrebruck puis après 1625 aux seigneurs de Pleurre.
En 1914, Corroy représente la position extrême de l'avancée des troupes allemandes lors de l'épisode de la première bataille de la Marne.
En 2002, Florent Brisson a publié une monographie de ce village.

## Politique et administration
| Période                                  | Période                       | Identité       | Étiquette | Qualité |
| ---------------------------------------- | ----------------------------- | -------------- | --------- | --- |
| Les données manquantes sont à compléter. |                               |                |           | |
| 1989                                     | En cours (au 2 décembre 2020) | Roland Boulard |           | Agriculteur propriétaire-exploitant Président (2014 → ? ) puis vice-président (2020 → ) de la CC du Sud Marnais Réélu pour le mandat 2020-2026 : , |

Le nombre d'habitants, au dernier recensement, étant compris entre 100 et 499, le nombre de membres du conseil municipal est de 11.

## Démographie
L'évolution du nombre d'habitants est connue à travers les recensements de la population effectués dans la commune depuis 1793. Pour les communes de moins de 10 000 habitants, une enquête de recensement portant sur toute la population est réalisée tous les cinq ans, les populations de référence des années intermédiaires étant quant à elles estimées par interpolation ou extrapolation. Pour la commune, le premier recensement exhaustif entrant dans le cadre du nouveau dispositif a été réalisé en 2005.

En 2022, la commune comptait 149 habitants, en évolution de −8,02 % par rapport à 2016 (Marne : −1,19 %, France hors Mayotte : +2,11 %).
| 1793 | 1800 | 1806 | 1821 | 1831 | 1836 | 1841 | 1846 | 1851 |
| ---- | ---- | ---- | ---- | ---- | ---- | ---- | ---- | ---- |
| 256  | 239  | 266  | 233  | 269  | 269  | 269  | 274  | 308  |

| 1856 | 1861 | 1866 | 1872 | 1876 | 1881 | 1886 | 1891 | 1896 |
| ---- | ---- | ---- | ---- | ---- | ---- | ---- | ---- | ---- |
| 298  | 304  | 296  | 274  | 276  | 283  | 267  | 255  | 255  |

| 1901 | 1906 | 1911 | 1921 | 1926 | 1931 | 1936 | 1946 | 1954 |
| ---- | ---- | ---- | ---- | ---- | ---- | ---- | ---- | ---- |
| 220  | 230  | 222  | 201  | 207  | 203  | 210  | 187  | 206  |

| 1962 | 1968 | 1975 | 1982 | 1990 | 1999 | 2005 | 2006 | 2010 |
| ---- | ---- | ---- | ---- | ---- | ---- | ---- | ---- | ---- |
| 190  | 163  | 138  | 133  | 148  | 142  | 139  | 140  | 149  |

| 2015 | 2020 | 2022 | - | - | - | - | - | - |
| ---- | ---- | ---- | - | - | - | - | - | - |
| 161  | 145  | 149  | - | - | - | - | - | - |

## Lieux et monuments
- L'église, de transition romane et gothique XIe siècle-XVe siècle, est classée monument historique[24]. Le magnifique porche galerie champenois accolé à la nef de l'église abritait les pèlerins. Sa charpente est datée de 1456.
- Moulin à vent du XIXe siècle sur la hauteur entre Corroy et Connantre.
- Porche rue-pigeonnier XIXe siècle (monument historique) (hameau de la Colombière).
- Mairie-école construite en 1842.
- Maison ancienne en pan de bois (colombages).